# 1203 Nanna
1203 Nanna је астероид главног астероидног појаса са пречником од приближно 35,18 .
Афел астероида је на удаљености од 3,601 астрономских јединица (АЈ) од Сунца, а перихел на 2,173 АЈ.
Ексцентрицитет орбите износи 0,247, инклинација (нагиб) орбите у односу на раван еклиптике 5,957 степени, а орбитални период износи 1792,001 дана (4,906 године).
Апсолутна магнитуда астероида је 11,20 а геометријски албедо 0,047.
Астероид је откривен 5. октобра 1931. године.